# 이창환 (배우)
이창환(李昌煥, 1952년 1월 25일 ~ )은 대한민국의 배우이다.

## 생애
대구에서 태어나 초등학교 2학년 때 서울로 올라와서 성장했다.
1975년 연극배우로 첫 데뷔하였고, 1976년 MBC 문화방송 8기 공채 탤런트로 선발되어 정식 데뷔하였다.
대표작으로 《전원일기》, 《여명의 눈동자》, 《제3공화국》, 《제4공화국》, 《야인시대》 등이 있다.

## 특이 사항
박정희 대통령을 쏙 빼닮은 외모 때문에 박정희 대통령 전문 배우로 알려지기도 했다. 당시 전원일기 출연 외에 단역을 전전했었던 그는 1993년 KBS의 "다큐멘터리 극장"에서 박정희 역할을 맡은 것을 시작으로, 박정희 역할을 꽤 맡았다.
그는 "아버지를 닮았는데, 아버지의 젊은 시절 군복 입은 사진을 보면 고 박정희 전 대통령과 꽤 닮았다"며 "그 분은 말투에 비음이 섞이는 특징이 있어서 육성녹음을 반복해 들으며 어투를 익혔다."라고 한다.

## 출연작

### TV 드라마
- 《최후의 증인》(1979년, MBC)
- 《당신은 누구시길래》(1979년, MBC)
- 《전원일기》(1980년, MBC) - 개똥아빠(이창수)
- 《제1공화국》(1981년, MBC) - 무명의 기자, 경찰, 유태하
- 《3840 유격대》(1983년, MBC)
- 《제2공화국》(1989년, MBC) - 조병옥 비서, 거창 주민, 박병권
- 《여명의 눈동자》(1991년, MBC) - 이승만
- 《일출봉》(1992년, MBC)
- 《제3공화국》(1993년, MBC) - 청년 박정희
- 《파일럿》(1993년, MBC) - 특전사령부 특전교육단 교육중대장
- 《제4공화국》(1995년, MBC) - 박정희
- 《파랑새는 있다》(1997년, KBS) - 샹그릴라 전임 사장
- 《SBS 70분드라마 - 가방을 든 남자》 (1997년, SBS)
- 《삼김시대》(1998년, SBS) - 박정희
- 《야인시대》(2002년, SBS) - 박정희
- 《대장금》(2003년, MBC) - 박원종
- 《제5공화국》(2005년, MBC) - 박정희
- 《신돈》(2005년, MBC) - 신원경(특별출연)
- 《주몽》(2006년, MBC) - 숙신족장
- 《김수환 추기경에 관한 마지막 보고서》(2009년, 평화방송) - 박정희
- 《구암 허준》(2013년, MBC) - 밀무역업자 역
- 《대한민국 정치비사》(2013년, MBN) - 박정희
- 《기황후》(2013년, MBC) - 원 명종
- MBC 스페셜 부마항쟁 40주년 《1979》(2019년, MBC) - 박정희

### 영화
- 《품행제로》(2002년)
- 《영어완전정복》(2003년) - 리차드 역
- 《바리바리 짱》(2005년)
- 《잘 살아보세》(2006년) - 박정희 역

### CF
- 2004년 해태제과 바삭바삭 소보로

## 학력
- 동북중학교
- 서라벌고등학교
- 중앙대학교 연극영화학 학사

## 수상
- 1995년 MBC 연기상 인기상 《제4공화국》